# Batalla de Castiglione
La batalla de Castiglione fou una famosa batalla en què Napoleó Bonaparte va vèncer les tropes austriacistes.

## Antecedents
El juny de 1796 Napoleó Bonaparte havia posat setge a Màntua amb la divisió de Jean-Mathieu-Philibert Sérurier, establint el seu quarter general a Roverbella i confiant a André Masséna, en la línia Peschiera-Verona, la missió de cobrir a l'exèrcit contra possibles atacs dels austríacs. Designat per part d'aquests el general Dagobert Sigmund von Wurmser per a socórrer la plaça, passà de l'Alt Rin al Tirol al front de 25.000 homes, rebent allí reforços que elevaren el seu exèrcit a la xifra de 46.000 combatents.
El pla de Napoleó consistia a apoderar-se el més aviat millor de la plaça i no emprendre fins després cap operació contra von Wurmser, a menys que aquest s'apropés massa a la línia de l'Adige, però el fracàs d'un atac a viva força que intentà contra aquella, l'obligà a seguir tots els tràmits d'un setge regular, i malgrat que va voler portar-lo amb la major activitat, tant, que oberta la trinxera de nit del 18 de juliol, estava ja acabada l'endemà la primera paral·lela, no es trobaven tan avançats a fi de mes els treballs del setge per a poder culminar l'empresa, quan les alarmants notícies que es rebien de l'avanç dels austríacs cridaren l'atenció vers les tropes que tenia apostades enfront de la desembocadura del Tirol.
Wurmser efectuà la seva marxa amb dues columnes desiguals: una comandada per ell en persona i amb 24.000 homes, que baixà per les dues ribes de la vall de l'Adige sobre Verona, i una altra dirigida per Peter Vitus von Quosdanovich amb 18.000 homes, que devia seguir a l'oest de Garda per Riva i Saló sobre Brescia; un destacament de 5.000 homes comandat per Johann Mészáros von Szoboszló flanquejaria la marxa de la columna principal, baixant per la vall de Brenta i devia servir ocupar Verona i Legnago quan fossin evacuades pels francesos.

## La campanya
Quosdanovich avançà amb decisió, batent i desallotjant el 29 a la divisió Sauret, que ocupava el petit poble de Salo, i ocupant Brescia el mateix dia amb algunes forces, mentre l'enemic es retirava a Desenzano.
Wurmser per la seva part, derrotà a la Corona les avançades d'André Masséna, i a Rívoli a la brigada Joubert, obligant-los a retirar-se. L'impetuós avanç dels austríacs posava en Napoleó Bonaparte en perill de veure's atacat enfront de Màntua per forces molt superiors (la guarnició es componia de 13.000 homes) i les seves comunicacions tallades amb Milà i Verona.
Napoleó va veure la possibilitat de derrotar els dos exèrcits per separat i es llançà immediatament sobre Quosdanovich, la part més feble de l'enemic, que amenaçava les seves comunicacions, amb la confiança que no podria ser ajudada a temps, i atacar després la més forta, comandada per Wurmser, amb totes les seves forces per a desbaratar-la.
Napoleó concentrà ràpidament l'exèrcit francès en la vora dreta del Mincio, a cobert dels primers atacs de Wurmser i en disposició de caure tot ell sobre Quosdanovich, enviant a Desenzano la divisió Despinoy, vinguda de Milà, i ordenà a Massena que es retirés a Peschiera, ocupant amb un destacament al pont de Valeggio. Com que no era possible continuar el setge de Màntua en tals circumstàncies, resolgué aixecar-lo, al qual efecte Serurier inutilitzà l'abundant material d'artilleria (120 canons), procedent en la seva major part de les fortaleses italianes, abocà al riu la pólvora i es retirà el dia 31 amb part de les seves tropes al pont de Mascària, sobre l'Oglio, per a cobrir la línia eventual de retirada sobre Cremona i Pavia. La resta, així com les divisions de Kilmaine i Pierre François Charles Augereau, es dirigí a Montechiaro.
Quosdanovich, en avançar el 31 sobre Montechiaro s'entrebancà amb forces superiors de l'enemic i hagué de retirar-se a Gavardo. L'1 d'agost els francesos iniciaren l'ofensiva: Augereau entra amb la seva divisió a Brescia, restablint-se les comunicacions amb Milà, i el general austriac sosté escaramusses amb Sauret de La Borie i Despinoy, mentre les forces de Massena es concentraven a Lonato.
Mentrestant Wurmser, que havia arribat a Valeggio el 31, en saber que Màntua no corria perill, decidí caure sobre la rereguarda dels francesos en el seu avanç contra Quosdanovich; però deixa transcórrer tot el dia 1 sense fer res de profit, i no comença a creuar el Mincio fins l'endemà, dirigint-se sobre Goito i Castiglione, del qual últim punt desallotja la seva avantguarda un petit destacament francès.
Abans, tanmateix, que hagués pogut arribar el ruix de les seves tropes, Quosdanovich era abatut el dia 3 a Lonato per Napoleó en persona, i es veia obligat a retirar-se camí del Tirol, renunciant a reunir-se amb el seu cap. Quan Napoleó el dia 4 va tenir la certesa que cap perill ja l'amenaçava per aquest cantó es retornà contra Wurmser, qui havia parat Augereau el mateix dia 3, llençant la seva avantguarda de Castiglione i atacant-lo amb obstinació, encara que infructuosament a Solferino. Per donar el cop decisiu Napoleó volgué tenir reunides totes les forces disponibles, fins i tot la divisió Serurier (llavors comanada per Pasquale Antonio Fiorella), que devia caure sobre la rereguarda dels austríacs a Guidizzolo, i així no començà la batalla fins al dia 5.

## Batalla

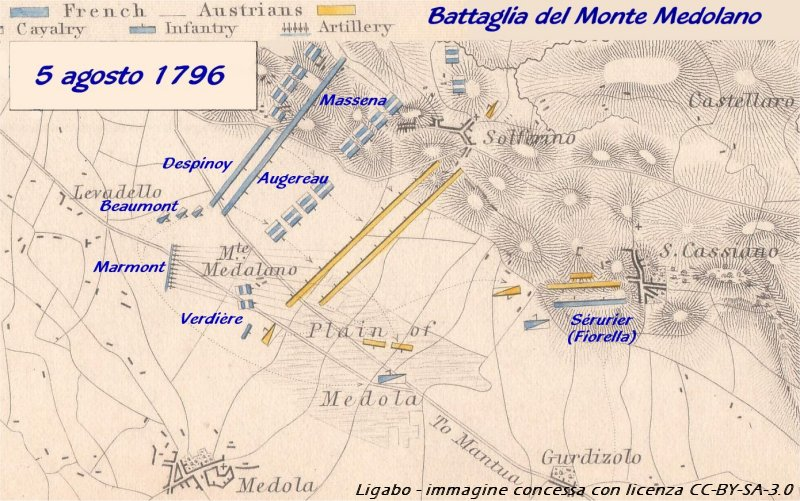
Gràfic de la Batalla de castiglione

Wurmser va estendre la seva ala dreta per desbordar l'esquerra francesa i restablir el contacte amb Quosdanovich en el cas que aquest acudís al soroll dels canons; Napoleó Bonaparte per la seva part, havia pres les seves disposicions per envoltar l'ala esquerra austríaca el deixà maniobrar, recolzant també envers la seva dreta.
En quant Fiorella arribà al camp de batalla, Napoleó va tenir la seguretat que les seves ordres havien estat ben executades i comptava amb la superioritat numèrica, disposà l'atac general, que efectuà Augereau de front amb el major ímpetu, trencant el centre dels imperials a Solferino, mentre les forces de Fiorella envoltaven la seva ala esquerra, desbaratant la línia enemiga de tal manera, que només retirant-se a temps pogué salvar-se d'un complet desastre.

## Conseqüències

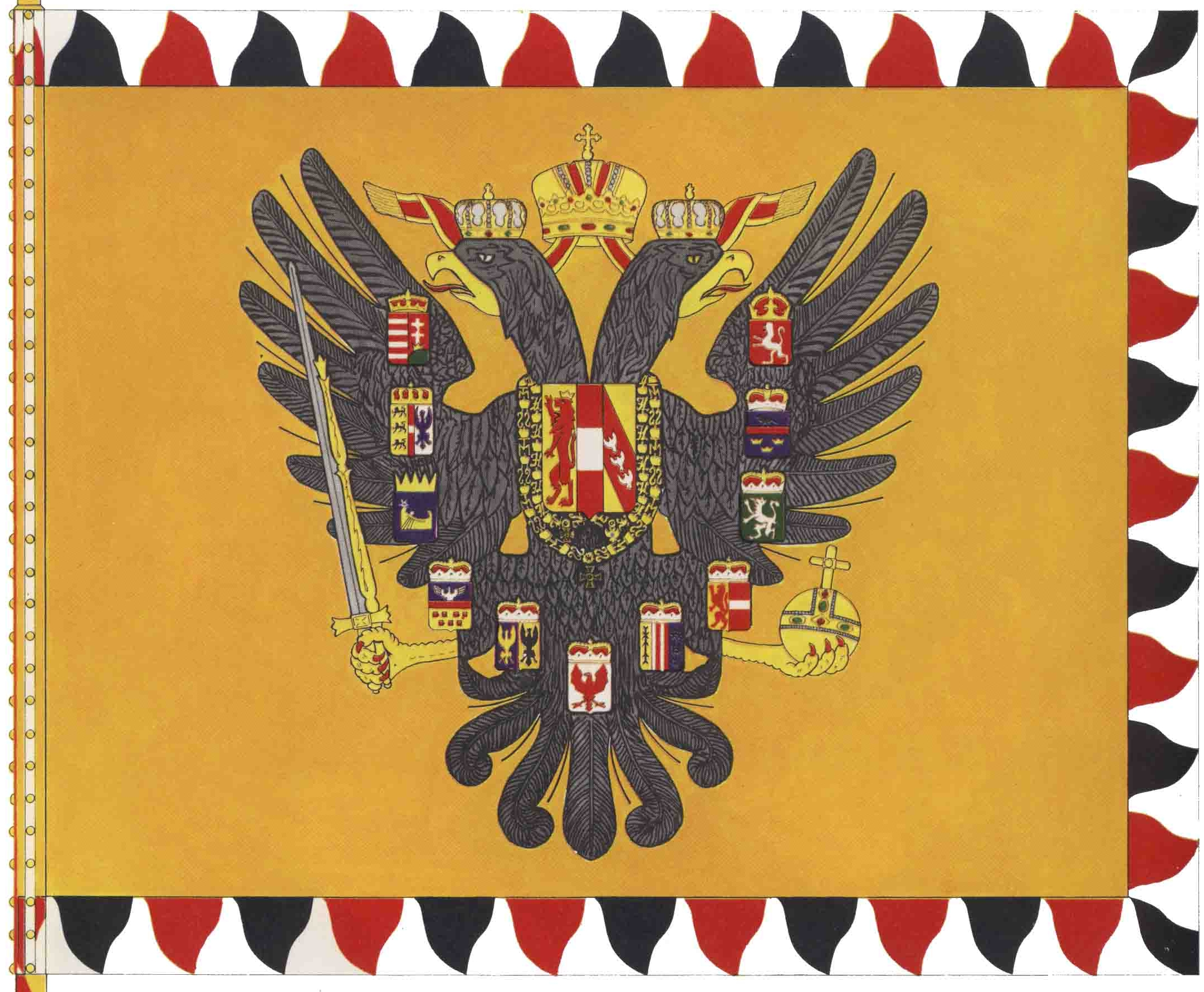
Blasó de les tropes imperials austríaques

Els austíacs creuaren el Mincio a Borghetto, i Augereau i Masséna el creuaren respectivament a Veleggio i a Peschiera amb l'ànim de tallar-li la retirada; però Wurmser, escarmentat, retrocedí a marxes forçades fins al Tirol, escapant així d'un nou i segur escalabrament.
Fiorella restablí el setge de Màntua, Massena tornà a les seves antigues posicions i Augereau se situà a Verona, mentre Sauret foragitava els últims els últims destacaments austríacs que havien deixat en la retirada Quosdanovich. La tempesta que amenaçava acabar amb el domini dels francesos en la Llombardia. Aquesta victòria li'n valgué al general Augereau el títol de duc de Castiglione.
Napoleó Bonaparte, després de donar descans per vint dies als seus homes, i rebre 6.000 homes de reforç, va avançar pel Tirol amb la idea de reunir-se amb l'exèrcit del Rhin, que avançava per Baviera, però hagué de fer marxa enrere quan sabé que Wurmser s'havia reorganitzat i avançava de nou cap a la Llombardia, i derrotà la seva rereguarda a la batalla de Rovereto, i al cos principal a la batalla de Bassano.